# Diários Associados
Diários Associados (comumente abreviado Associados ou DA) é um conglomerado de mídia do Brasil, fundado em 1924 por Assis Chateaubriand. A corporação já foi a maior da história da imprensa no Brasil, tendo cerca de 100 empresas em seu auge.

## História

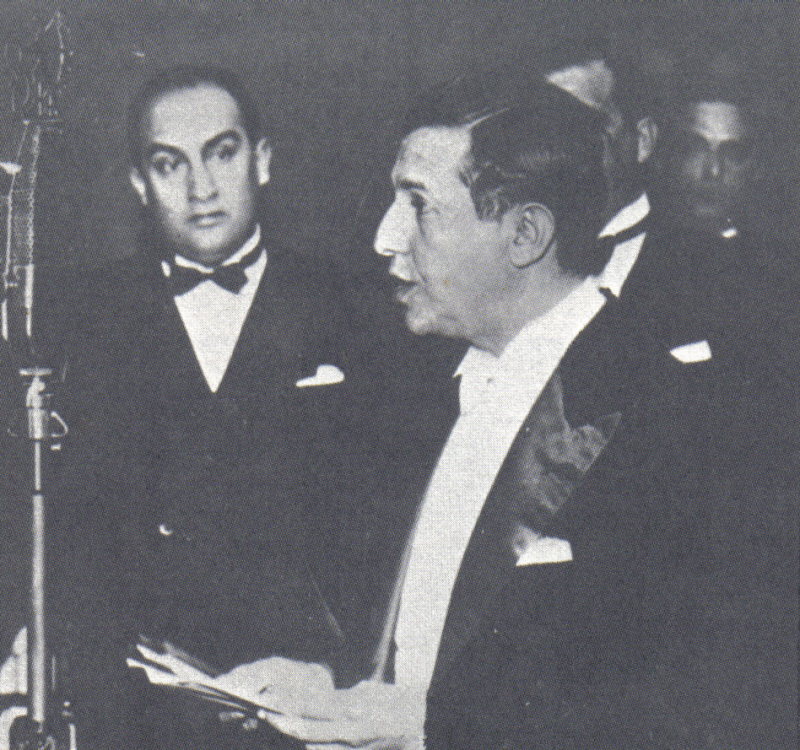
Assis Chateaubriand fala ao microfone durante a inauguração da Super Rádio Tupi de São Paulo, em 3 de setembro de 1937

A trajetória dos Diários Associados começou em 2 de outubro de 1924 quando o jornalista Assis Chateaubriand, então com 32 anos, adquiriu O Jornal, publicação que circulava no Rio de Janeiro desde 1919. Com o sonho de integrar os brasileiros por meio dos veículos de comunicação, fundou e adquiriu outras empresas de mídia impressa, rádio e televisão e o grupo se tornou um dos mais importantes do Brasil. Em 1928, fundou a primeira revista do país, O Cruzeiro. A televisão veio em 1950 com a TV Tupi de São Paulo, primeira emissora da América Latina.
Antes de falecer, Chateaubriand criou em 1959 o Condomínio Acionário e distribuiu as cotas das empresas para 22 amigos, entre eles vários dirigentes dos veículos de comunicação do grupo, e seus filhos. Eles passaram a ser condôminos, respondendo pela posse das empresas. O número de condôminos não pode aumentar e quando algum vem a falecer outro executivo é eleito para ocupar sua vaga no condomínio.
Em 12 de novembro de 1995, a página da internet do Estado de Minas vai ao ar. Esta foi o segundo jornal online do país, perdendo apenas para o Jornal do Brasil. Em seguida, a empresa investiu em seu próprio provedor de internet, estreando o Portal Uai em 29 de janeiro de 1996.

Logotipo do grupo. entre 1999 e 2008

Em 2000, alguns veículos ativos dos Diários Associados sofreram um bloqueio judicial movido por Gilberto Chateaubriand, filho do fundador do grupo.
Em 2008, adquiriu 50% da TV Brasília. Em 2009, o grupo completou 85 anos e, para comemorar, lançou sua nova marca e slogan "A vida com mais conteúdo", cuja ideia é fortalecer a sua presença. Em agosto de 2010, os Diários Associados ganharam uma batalha judicial, na qual era discutida a legalidade da doação de frações do condomínio acionário pelo fundador do grupo Assis Chateaubriand, depois de sua morte.
Em 14 de abril de 2012, o grupo anunciou a compra de 50% da revista Encontro em Minas Gerais.
Em 23 de dezembro de 2014, saem notas na imprensa de que o grupo estaria se desfazendo de todos os seus veículos de comunicação na Região Nordeste, e vendendo-os ao Grupo Hapvida. O negócio, que excluía apenas os jornais O Imparcial, Aqui Maranhão de São Luís, Maranhão e as rádios Clube de Fortaleza, Ceará e Clube de Natal, Rio Grande do Norte, já estaria em fase final de negociação, esperando apenas uma aprovação do CADE. Isso veio a se confirmar em 19 de janeiro de 2015, quando o CADE aprovou em nota publicada no Diário Oficial da União a venda de 57,5% das empresas do grupo ao Sistema Opinião de Comunicação, através da razão social Canadá Investimentos Ltda. (hoje PPar Com Investimentos Ltda.). Sendo assim, os Diários Associados passariam a ser acionistas minoritários da TV Clube de Recife, TV Clube de João Pessoa, TV Borborema, Rádio Clube Campina Grande, Clube FM João Pessoa, Clube FM Natal (arrendada para a Vida FM), Rádio Clube Recife, Clube FM Recife e dos jornais Diario de Pernambuco e Aqui PE. Os Diários Associados terminaram por vender o restante de suas ações nas referidas empresas em 2019, mantendo apenas as ações das empresas de rádio e mídia impressa no Pernambuco.
No dia 19 de agosto de 2019, foi anunciado que a Clube FM de Brasília passaria a formar uma rede de rádios via satélite. A Rede Clube FM entrou no ar no dia 18 de novembro, contando inicialmente com 15 afiliadas, a maioria oriundas da extinta Transamérica Hits.
Em 10 de maio de 2023, o Condomínio Acionário dos Diários Associados elegeu o jornalista Josemar Gimenez como o novo presidente da Comissão Plenária do grupo, substituindo Álvaro Teixeira da Costa, que havia presidido o grupo desde 2002. Josemar também assumiu a presidência das filais mineira e carioca dos Diários Associados, enquanto Guilherme Machado passou a exercer a mesma função no Distrito Federal.

## Ativos

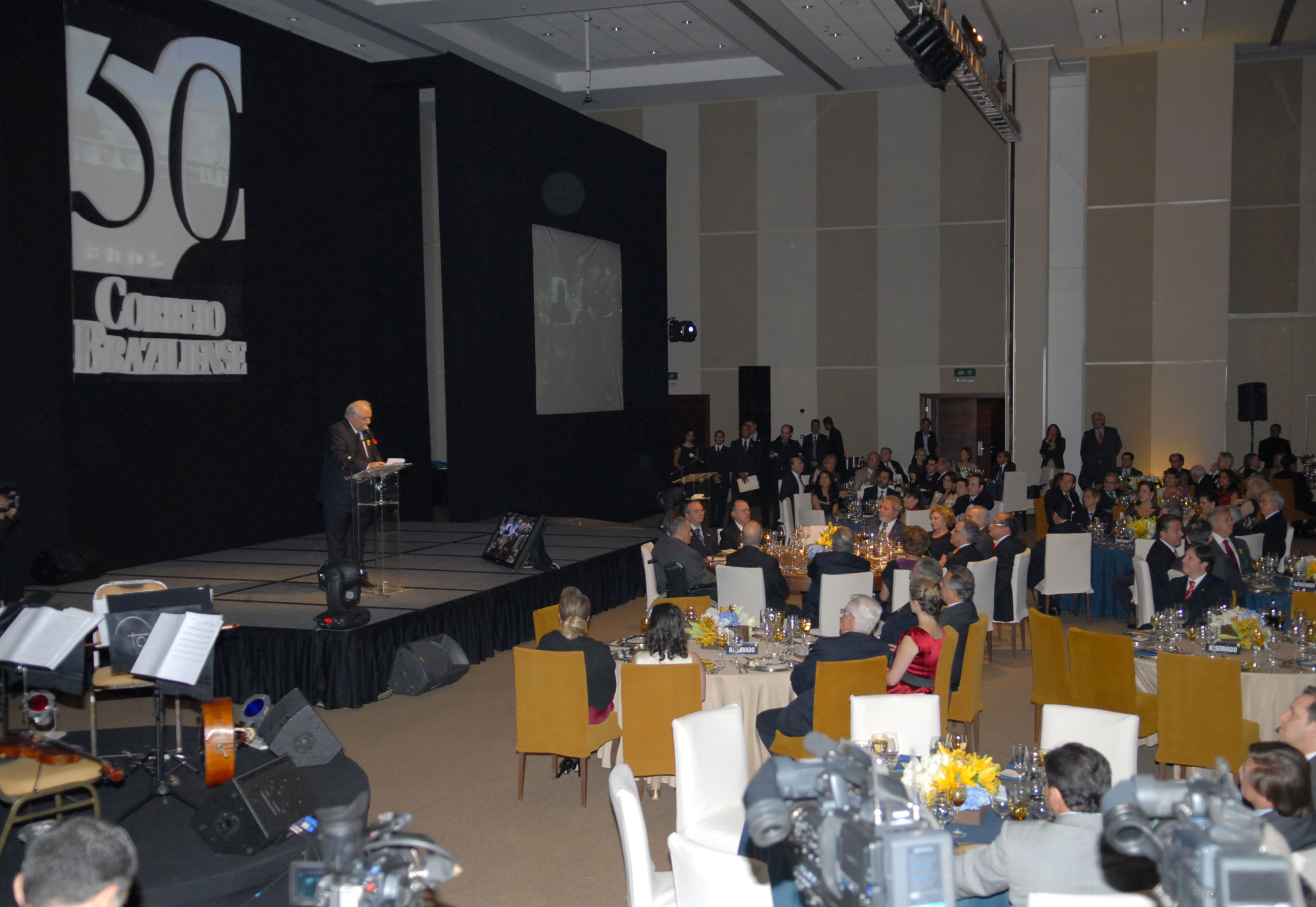
O então presidente do grupo, Álvaro Teixeira da Costa, em discurso no jantar comemorativo dos 50 anos do jornal Correio Braziliense, 2010

Atualmente, o grupo conta com 33 ativos, sendo 8 jornais, 1 revista, 7 rádios, 6 emissoras de TV, 6 websites e outras 4 empresas.

### Mídia impressa
| Jornal/Revista        | Cidade, UF                   |
| --------------------- | ---------------------------- |
| Aqui BH               | Belo Horizonte, Minas Gerais |
| Aqui DF               | Brasília, Distrito Federal   |
| Aqui PEa              | Recife, Pernambuco           |
| Correio Braziliense   | Brasília, Distrito Federal   |
| Diario de Pernambucoa | Recife, Pernambuco           |
| Encontro BHb          | Belo Horizonte, Minas Gerais |
| Encontro Brasíliab    | Brasília, Distrito Federal   |
| Estado de Minas       | Belo Horizonte, Minas Gerais |
| O Imparcial           | São Luís, Maranhão           |

Notas:
a  - 22% das ações, com Grupo Diario de Pernambuco
b  - 50% das ações, com Lago Azul Participações S/A

### Rádio
| Emissora                       | Cidade, UF                   | Frequência                |
| ------------------------------ | ---------------------------- | ------------------------- |
| Clube FM (Rede Clube FM)       | Brasília, Distrito Federal   | FM 105,5 MHz              |
| Clube FM (Rede Clube FM)       | Belo Horizonte, Minas Gerais | FM 96,5 MHz               |
| Clube FM                       | Recife, Pernambuco           | FM 99,1 MHz               |
| Rádio Clube (Super Rádio Tupi) | Fortaleza, Ceará             | AM 1200 kHz               |
| Rádio Clube                    | Recife, Pernambuco           | transmitida pela Internet |
| Super Rádio Tupi               | Rio de Janeiro, RJ           | FM 96,5 MHz               |

### Televisão
| Emissora                                   | Cidade, UF                                    | Canal analógico | Canal digital | Afiliação |
| ------------------------------------------ | --------------------------------------------- | --------------- | ------------- | --------- |
| TV Alterosa Belo Horizonte (Rede Alterosa) | Belo Horizonte, Minas Gerais                  | —               | 5 (36 UHF)    | SBT       |
| TV Alterosa Centro-Oeste (Rede Alterosa)   | Divinópolis, Minas Gerais                     | 10 VHF          | 34 UHF        | SBT       |
| TV Alterosa Leste* (Rede Alterosa)         | Governador Valadares / Manhuaçu, Minas Gerais | 5 VHF           | 38 UHF        | SBT       |
| TV Alterosa Sul de Minas (Rede Alterosa)   | Varginha, Minas Gerais                        | 04 VHF          | 23 UHF        | SBT       |
| TV Alterosa Zona da Mata (Rede Alterosa)   | Juiz de Fora, Minas Gerais                    | —               | 10 (32 UHF)   | SBT       |
| TV Brasília**                              | Brasília, Distrito Federal                    | —               | 6 (28 UHF)    | RedeTV!   |

Notas:
* Concessão pertencente ao Grupo Silvio Santos
** 50% das ações, com Organizações Paulo Octávio

### Internet
| Website        | Cidade, UF                   |
| -------------- | ---------------------------- |
| Correio Web    | Brasília, Distrito Federal   |
| Admite-se      | Belo Horizonte, Minas Gerais |
| Lugar Certo*   | Belo Horizonte, Minas Gerais |
| Super Esportes | Belo Horizonte, Minas Gerais |
| Portal Uai     | Belo Horizonte, Minas Gerais |
| Vrum*          | Belo Horizonte, Minas Gerais |

Notas:
* Em parceria com o Grupo Jaime Câmara em Goiás

### Outras empresas
- D.A. Press
- D.A. Log
- Fundação Assis Chateaubriand
- Look Indoor[19]

## Antigos ativos

### Mídia impressa

#### Jornais
| Jornal              | Cidade, UF                            | Período no grupo | Situação atual                                 |
| ------------------- | ------------------------------------- | ---------------- | ---------------------------------------------- |
| A Hora              | Porto Alegre, Rio Grande do Sul       | 1955–1962        | Extintos                                       |
| A Nação             | Blumenau, Santa Catarina              | 1944–1980        | Extintos                                       |
| A Província do Pará | Belém, Pará                           | 1946–1997        | Pertencente ao Grupo Carlos Santos             |
| A Razão             | Santa Maria, Rio Grande do Sul        | 1934–1980        | Extintos                                       |
| A Vanguarda         | Belém, Pará                           | 1945–????        | Extintos                                       |
| Alto Madeira        | Porto Velho, Rondônia                 | 1917–????        | Extintos                                       |
| Aqui Betim          | Betim, Minas Gerais                   | 2009–????        | Extintos                                       |
| Aqui CE             | Fortaleza, Ceará                      | 2012–2014        | Extintos                                       |
| Aqui Maranhão       | São Luís, Maranhão                    | 2008–2019        | Extintos                                       |
| Correio do Ceará    | Fortaleza, Ceará                      | 1937–1982        | Extintos                                       |
| Diário da Borborema | Campina Grande, Paraíba               | 1957–2012        | Extintos                                       |
| Diário da Noite     | Rio de Janeiro, RJ                    | 1929–1964        | Extintos                                       |
| Diário da Noite     | São Paulo, SP                         | 1925–1980        | Extintos                                       |
| Diário da Serra     | Campo Grande, Mato Grosso do Sul      | 1968–????        | Extintos                                       |
| Diário da Tarde     | Belo Horizonte, Minas Gerais          | 1930–2007        | Extintos                                       |
| Diário da Tarde     | Juiz de Fora, Minas Gerais            | 1942–1983        | Extintos                                       |
| Diário de Aracaju   | Aracaju, Sergipe                      | ????–????        | Extintos                                       |
| Diário de Natal     | Natal, Rio Grande do Norte            | 1939–2012        | Extintos                                       |
| Diário de Notícias  | Salvador, Bahia                       | 1943–1980        | Extintos                                       |
| Diário de Notícias  | Porto Alegre, Rio Grande do Sul       | 1930–1979        | Extintos                                       |
| Diário de S. Paulo  | São Paulo, SP                         | 1929–1979        | Extintos                                       |
| Diário Mercantil    | Rio de Janeiro, RJ                    | 1991–2016        | Extintos                                       |
| Diário Mercantil    | Juiz de Fora, Minas Gerais            | 1931–1983        | Extintos                                       |
| Diário do Norte     | São Luís, Maranhão                    | 1944–1962        | Extintos                                       |
| Diário do Paraná    | Curitiba, Paraná                      | 1955–1983        | Extintos                                       |
| Estado da Bahia     | Salvador, Bahia                       | 1938–1968        | Extintos                                       |
| Folha de Goiaz      | Goiânia, Goiás                        | 1939–1981        | Extintos                                       |
| Jornal do Commercio | Manaus, Amazonas                      | 1943–1985        | Pertencente à Empresa Jornal do Comércio Ltda. |
| Jornal do Commercio | Rio de Janeiro, RJ                    | 1959–2016        | Extintos                                       |
| Jornal de Alagoas   | Maceió, Alagoas                       | ????–1993        | Extintos                                       |
| Jornal de Joinville | Joinville, Santa Catarina             | ????–1980        | Extintos                                       |
| Monitor Campista    | Campos dos Goytacazes, Rio de Janeiro | 1936–2009        | Extintos                                       |
| O Diário            | Santos, São Paulo                     | 1937–1982        | Extintos                                       |
| O Jornal            | Rio de Janeiro, RJ                    | 1924–1974        | Extintos                                       |
| O Norte             | João Pessoa, Paraíba                  | 1954–2012        | Extintos                                       |
| O Rio Branco        | Rio Branco, Acre                      | 1969–1988        | Pertencente ao Grupo Rio Branco de Comunicação |
| O Pacotilha         | São Luís, Maranhão                    | 1949–1962        | Extintos                                       |
| Unitário            | Fortaleza, Ceará                      | 1940–????        | Extintos                                       |

#### Revistas
| Revista                  | Cidade, UF                   | Período no grupo | Situação atual |
| ------------------------ | ---------------------------- | ---------------- | -------------- |
| A Cigarra                | Rio de Janeiro, RJ           | 1924-1975        | Extintas       |
| Aqui TV                  | Belo Horizonte, Minas Gerais | —                | Extintas       |
| HIT                      | Belo Horizonte, Minas Gerais | —                | Extintas       |
| O Cruzeiro               | Rio de Janeiro, RJ           | 1928-1975        | Extintas       |
| O Cruzeiro Internacional | Rio de Janeiro, RJ           | 1956-1975        | Extintas       |
| O Guri                   | Rio de Janeiro, RJ           | 1940-1975        | Extintas       |
| Ragga                    | Belo Horizonte, Minas Gerais | ????-2013        | Extintas       |

### Rádio
| Emissora                 | Cidade, UF                       | Período no grupo | Situação atual                                                                |
| ------------------------ | -------------------------------- | ---------------- | ----------------------------------------------------------------------------- |
| Rádio Araripe            | Crato, Ceará                     | 1951-1981        | Hoje Rádio 100 FM, pertencente à Rádio Araripe S/A                            |
| BandNews FM Manaíra      | João Pessoa, Paraíba             | 1990-2019        | Hoje Norte FM João Pessoa, pertencente ao Grupo Norte de Comunicação          |
| Rádio Baré               | Manaus, Amazonas                 | 1945-1985        | Extinta                                                                       |
| Baré FM                  | Manaus, Amazonas                 | 1972-1986        | Hoje FM O Dia Manaus, pertencente à Rede Calderaro de Comunicação             |
| Rádio Borborema          | Campina Grande, Paraíba          | 1949-2016        | Pertencente ao Grupo Norte de Comunicação                                     |
| Rádio Cariri             | Campina Grande, Paraíba          | 1960-2008        | Pertencente à Sociedade Rádio da Paraíba Ltda.                                |
| Rádio Clube              | Goiânia, Goiás                   | 1942-1980        | Hoje Rádio Sagres, pertencente ao Sistema Sagres                              |
| Rádio Clube              | Natal, Rio Grande do Norte       | 1944–2021        | extinta                                                                       |
| Clube FM                 | Natal, Rio Grande do Norte       | 2007-2015        | Hoje 97 FM, pertencente ao Grupo Haroldo Azevedo                              |
| Rádio Cultura            | São Paulo, SP                    | 1959-1969        | Hoje Rádio Cultura Brasil, pertencente à Fundação Padre Anchieta              |
| Rádio Difusora           | São Paulo, SP                    | 1934-1981        | Extinta (decretada a falência em 3 de setembro de 1981)                       |
| Difusora FM              | São Paulo, SP                    | 1970-1981        | Extinta (decretada a falência em 3 de setembro de 1981)                       |
| Rádio Difusora           | Teresina, Piauí                  | 1952-1996        | Pertencente à Difusora Empreendimentos de Comunicações Ltda.                  |
| Rádio Farroupilha        | Porto Alegre, Rio Grande do Sul  | 1935-1980        | Extinta                                                                       |
| Rádio Guarani            | Belo Horizonte, Minas Gerais     | 1942-1980        | Extinta                                                                       |
| Rádio Gurupi             | São Luís, Maranhão               | 1962-1982        | Hoje Massa FM São Luís, pertencente à Samcler Comunicação Ltda.               |
| Itapoan FM               | Salvador, Bahia                  | 1977-1980        | Pertencente ao Sistema Nordeste de Comunicação                                |
| Rádio Marajoara          | Belém, Pará                      | 1954-1980        | Pertencente ao Grupo Marajoara                                                |
| Rádio Mineira            | Belo Horizonte, Minas Gerais     | ????-1997        | Extinta                                                                       |
| Rádio Mundial            | Rio de Janeiro, Distrito Federal | 1948-1954        | Pertencente a Igreja Mundial do Poder de Deus                                 |
| Nativa FM Rio de Janeiro | Rio de Janeiro, RJ               | 1974-2015        | Extinta                                                                       |
| Rádio Planalto           | Brasília, Distrito Federal       | 1963-2018        | Extinta                                                                       |
| Rádio Progresso          | Maceió, Alagoas                  | 1965-1989        | Hoje Rádio Imaculada Conceição, pertencente à Associação Milícia da Imaculada |
| Rádio Sociedade da Bahia | Salvador, Bahia                  | 1940-1980        | Pertencente ao Grupo Record                                                   |
| Super B-3                | Juiz de Fora, Minas Gerais       | 1947-1980        | Hoje Transamérica Juiz de Fora, pertencente a Rede Tribuna de Comunicação     |
| Rádio Tamandaré          | Recife, Pernambuco               | 1957-1980        | Pertencente ao Ministério Missionário 100% Jesus                              |
| Rádio Tamoio             | Rio de Janeiro, RJ               | 1944-1982        | Extinta                                                                       |
| Rádio Tinguí             | Curitiba, Paraná                 | 1941-1968        | Hoje Mix FM Curitiba, pertencente à R4Comunicação                             |
| Top FM                   | Teresina, Piauí                  | 2019-2022        | Extinta                                                                       |
| Rádio Tupi               | São Paulo, SP                    | 1937-1984        | Extinta                                                                       |
| Rádio Verdes Mares       | Fortaleza, Ceará                 | 1956–1958        | hoje Verdinha FM, pertencente ao Sistema Verdes Mares                         |
| Rádio Vitória            | Vitória, Espírito Santo          | 1959-1984        | Hoje Jovem Pan News Vitória, pertencente ao Grupo Buaiz                       |

### Televisão
| Emissora                   | Cidade, UF                      | Período no grupo | Situação atual                                                    |
| -------------------------- | ------------------------------- | ---------------- | ----------------------------------------------------------------- |
| TV Baré (Rede Tupi)        | Manaus, Amazonas                | 1972-1986        | Hoje TV A Crítica, pertencente à Rede Calderaro de Comunicação    |
| TV Borborema (Rede Tupi)   | Campina Grande, Paraíba         | 1966-2019        | Pertencente ao Grupo Norte de Comunicação                         |
| TV Ceará (Rede Tupi)       | Fortaleza, Ceará                | 1961-1980        | Extinta (concessão cassada)                                       |
| TV Clube                   | Recife, Pernambuco              | 2000-2019        | Hoje TV Guararapes, pertencente ao Sistema Opinião de Comunicação |
| TV Coroados (Rede Tupi)    | Londrina, Paraná                | 1963-1973        | Hoje RPC Londrina, pertencente ao GRPCOM                          |
| TV Cultura                 | São Paulo, SP                   | 1960-1967        | Pertencente à Fundação Padre Anchieta                             |
| TV Goiânia                 | Goiânia, Goiás                  | 1996-2002        | Hoje TV Goiânia, pertencente à Rede Vitoriosa de Comunicações     |
| TV Itacolomi (Rede Tupi)   | Belo Horizonte, Minas Gerais    | 1955-1980        | Extinta (concessão cassada)                                       |
| TV Itapoan (Rede Tupi)     | Salvador, Bahia                 | 1960-1980        | Hoje Record Bahia, pertencente ao Grupo Record                    |
| TV Manaíra                 | João Pessoa, Paraíba            | 1987-2019        | Hoje TV Norte Paraíba, pertencente ao Grupo Norte de Comunicação  |
| TV Marajoara (Rede Tupi)   | Belém, Pará                     | 1961-1980        | Extinta (concessão cassada)                                       |
| TV Paraná (Rede Tupi)      | Curitiba, Paraná                | 1960-1974        | Hoje CNT Curitiba, pertencente às Organizações Martinez           |
| TV Piratini (Rede Tupi)    | Porto Alegre, Rio Grande do Sul | 1959-1980        | Extinta (concessão cassada)                                       |
| TV Goyá (Rede Tupi)        | Goiânia, Goiás                  | 1961-1985        | Hoje Record Goiás, pertencente ao Grupo Record                    |
| TV Rádio Clube (Rede Tupi) | Recife, Pernambuco              | 1961-1980        | Extinta (concessão cassada)                                       |
| TV Tupi (Rede Tupi)        | Rio de Janeiro, RJ              | 1951-1980        | Extinta (concessão cassada)                                       |
| TV Tupi (Rede Tupi)        | São Paulo, SP                   | 1950-1980        | Extinta (concessão cassada)                                       |
| TV Vitória (Rede Tupi)     | Vitória, Espírito Santo         | 1961-1984        | Pertencente ao Grupo Buaiz                                        |

### Internet
| Website | Cidade, UF                   | Período de existência |
| ------- | ---------------------------- | --------------------- |
| Dzaí    | —                            | 2008-????             |
| Eh Gata | Belo Horizonte, Minas Gerais | 2008-2012             |

## Lista de presidentes
- Assis Chateaubriand (1924-1968)
- João Calmon (1968-1980)
- Paulo Cabral de Araújo (1980-2002)
- Álvaro Teixeira da Costa (2002-2023)
- Josemar Gimenez (2023-presente)